# Погромец (Волоконовский район)
Погромец — село в Волоконовском районе Белгородской области России. Административный центр Погромского сельского поселения.

## География
Село расположено в юго-восточной части Белгородской области, на правобережье реки Оскола, напротив места впадения его левого притока под названием Голофеевский Сазан, в 11 км по прямой к югу от районного центра Волоконовки.

## История
В 1627  по поручению царя Михаила Федоровича обновляли карту Московского государства и описали места близ Изюмской дороги так:
А противъ Волчьихъ-водъ д съ лѣвыя стороны Изюмскія дороги, Разгромной колодезь, палъ въ Осколъ.
Позже этот ручей стали называть Погромцем. Поселившаяся слобода стала называться Петровской (по церкви), Погромцем тож

Краеведы П. Сопин, Г. Денисенко, Н. Северинова, В. Игнатов сообщают об основании села следующие факты:
«Около 1710 года сподвижником Петра I князем А.Д. Меншиковым были захвачены земли по среднему Осколу и поселена слобода Погромец».
В 1727 году после ареста князя Меншикова его имение стало  государственным.
В 1743 году императрица Елизавета Петровна подарила Погромец графу А.М. Девиеру.
В 1766 году начался крестьянский бунт в селениях от Павловска на Дону до Белгорода.

21 июня 1766 году в Погромец для усмирения восставших прибыла команда солдат Брянского полка. 
21 июня 1766 года для усмирения в слободу прибыло 40 человек вооруженных солдат Брянского полка и с ними штабной сержант Гаврила Головин, прибывший из Белгорода. Было арестовано 55 человек. Согнали сход и разъяснили царский указ, повелевавший крестьянам подчиняться своим помещикам. 
Впоследствии Погромец по частям приобрели голофеевский помещик, майор Тимофей Миронович Времев (1774–1825)
В 1798 году поручик Яков Велихевич Тиберин и его сестра капитанша Ирина Милькевичева, купили у Б. П. Девиера часть слободы, чтобы потом перепродать «с выгодой для себя».

В документах VII ревизии 1815 года сохранились следующие подробности тогдашней общественной и хозяйственной жизни:
«Имелась церковь деревянная во имя апостолов Петра и Павла, господский дом Евпраксии Шидловской, на речке Осколе водяная мельница о пяти амбарах, 16 мукомольных, 4 толчейных и одной сукновальной поставах, из коих принадлежащих коллежской секретарше Евпраксии Шидловской 3 амбара, в них мукомольных поставов 8, просяных 2 и сукновальный 1. А последние два амбара коллежской асессорши Александры Ковалевской и сестер ее Елизаветы и Татьяны Тимофеевых, детей Времевых. Ярмарок 7, на которые съезжаются из городов Валуек и Бирюча купцы и мещане с разными шелковыми и бумажными материалами и другими мелочными товарами и из соседних селений жители привозят разный хлеб и крестьянские изделия для продажи. Крестьяне Погромца на господской трехдневной работе (3 дня на барщине)».
В 1859 году — Валуйского уезда «слобода владельческая Петровская (Погромец) при реке Осколе» «по левую сторону большого проселочного тракта от города Валуек на город Старый Оскол» — 296 дворов, 1830 жителей (923 мужчины, 907 женщин), церковь православная, 6 ярмарок, базары, крупчатное заведение.
В эпоху освобождения крестьян (1860-е годы) Погромец принадлежал двум помещикам (1 и 2 Общество) — баронессе Татьяне Тимофеевне Корф (у нее 2800 десятин земли, паровая мукомольная мельница, конный завод) и Олимпиаде Михайловне Гаевской (3800 десятин земли из которых 7 десятин фруктового сада.).
У Гаевского Владимира Николаевича, владевшего частью слободы конец 19 начало 20-го века, усадьба стояла на месте где в настоящее время стоит дом культуры, так же был кирпичный завод на его месте молочно-товарной фермы №6. Из выпушенного кирпича построены: школа - в здании сейчас размещен стационар участковой больницы, кредитное товарищество - сейчас занимает администрация.
В 1900 слободе Погромец (Петровское) было 5 общественных зданий: церковь, земская школа, школа грамотности, маслобойный завод, четыре мелких и одна винная лавка, винный склад, проводилось 7 ярмарок в году, был базар
В 1911 году из Погромской волости 1058 человек, ездили на заработки преимущественно на шахты и содовый завод Екатеринославской губернии
В революционные годы крестьяне разграбили помещичьи имения, уничтожили усадьбы.
С июля 1928 года слобода Погромец в Волоконовском районе — центр Погромского сельсовета.
Во второй половине 1930-х годов в Погромце появился колхоз «Борец», клуб с музыкальными инструментами и библиотекой («200 экземпляров художественной литературы»).
В 1950-е годы Погромский сельсовет Волоконовского района объединял слободы Александровка, Голофеевка и собственно Погромец, село Троицкое, деревню Ветчининово, хутора Владимировка, Кругляк, Курилово, Плотовка, Репный, Ульяновка, Чертолясов и пос. Рай (ж.д. станция).
В 1997 году село Погромец в Волоконовском районе — центр Погромского сельского округа.
В 2010 году село Погромец — центр Погромского сельского поселения (2 села, 3 хутора) Волоконовского района.

## Население
По данным VII ревизии 1815 года население села 2 448 человека и было поделено между следующими владельцами:
У Шидловских — 221 двор и в них 1167 душ, у Ковалевской — 71 двор и 453 души, у Е. Времевой — 50 дворов, 301 душа, у Т. Времевой — 84 двора, 527 душ 
1848 год. Население уменьшилось на 550 человек. Причина в эпидемиях, продаже крепостных, насильственном переводе их в другие места.
В 1858 год. XX ревизия. Население слободы снизилось с 3,5 тысячи до 1439 душ обоего пола
В 1900 году волостная слобода Погромец (Петровское) состояла из 323 двора, 2143 жителя (1089 мужчин, 1054 женщины)
В 1905 году в слободе Погромце — 374 двора, 2809 жителей,
В 1916 году в слободе Погромце — 2285 жителей.
На 1 января 1932 года в Погромце — 1868 жителей.
По данным переписей населения в селе Погромце на 17 января 1979 года — 1207 жителей, на 12 января 1989 года — 1064 (479 мужчин, 585 женщин), на 1 января 1994 года — 1146 жителей и 415 хозяйств.
| 1859 | 1897  | 2002 | 2010 |
| ---- | ----- | ---- | ---- |
| 1830 | ↗2157 | ↘993 | ↘952 |

## Инфраструктура
В 1992 году в Погромце располагалась центральная усадьба колхоза «Красный путь» (621 колхозник), занятого растениеводством и животноводством. 
По состоянию на 1995 год в селе - АОЗТ «Красный путь», фермерское хозяйство «Черниково» (производство зерновых), индивидуальное частное предприятие (строительное), участковая больница, средняя школа, детсад, Дом культуры, библиотека.

## Интересные факты
- Сын баронессы Корф - барон Николай Васильевич Корф. Л.Н. Корф была женой известного актера А.П. Ленского, а ее сестра М.Н. Корф — женой драматурга и актера, почетного академика Российской академии наук А.И. Сумбатова-Южина. Все они много времени провели в Погромце.
- Внуки Антона Девиера, по сыну Петру, владельца Погромца в XVIII веке — Михаил и Борис — занимались разбоем и грабежами на дорогах, убийствами, зачисляли свободных людей в крепостные. Их «подвиги» нашли отражение в романе «русского Дюма» Евгения Салиаса «Донские гишпанцы». В конце концов Девиеров судили и сослали в Сибирь на вечную каторгу[5].